# 도메니코 마이에타
도메니코 마이에타(이탈리아어: Domenico Maietta, 1982년 8월 3일 ~ )는 과거 수비수로 뛰었던 이탈리아의 전 축구 선수다.